# Vejle (stacja kolejowa)
Vejle – stacja kolejowa w Vejle, w Danii. Stacja znajduje się na linii kolejowej do Herning, Holstebro i Struer. Właścicielem dworca jest DSB.